# Río Save (África)

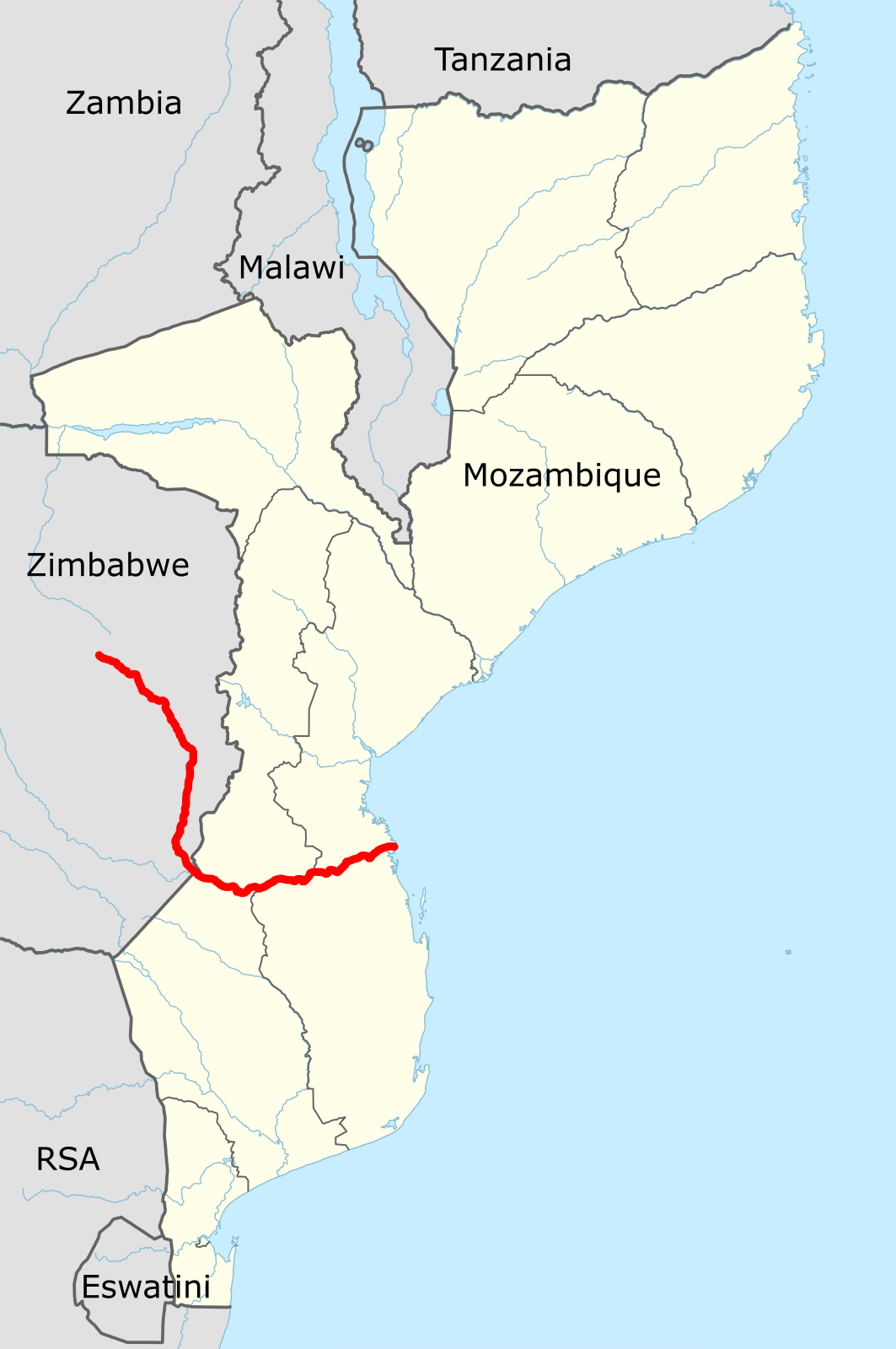
Curso del río Save, entre Zimbabue y Mozambique

El río Save, o río Sabi, con una longitud de 644 km, es un río del sudeste de África, que fluye a través de Zimbabue y Mozambique. Nace en Zimbabue, a unos 80 km al sur de Harare, fluye hacia el sur y luego hacia el este, desde el Alto Veld de Zimbabue hasta su confluencia con el río Odzi. Luego gira hacia el sur, da lugar a las cataratas Chivirira y fluye por el lado occidental de las Tierras Altas Orientales de Zimbabue, en la zona seca de estas montañas. Se une con el río Runde o Lundi en la frontera con Mozambique. Luego cruza este país de oeste a este para desembocar en el Océano Índico a unos 21 °S.
Sus afluentes más importantes se encuentran en Zimbabue, mientras discurre de norte a sur. Por la izquierda, destacan el río Odzi y el Macheke; por la derecha, al oeste, el Devuii, el Turgwe y el río Runde, que tiene a su vez como subafluentes el Chiredzi, el Milikwe y el Tokwe. Ya en Mozambique recibe por el sur al río Coa.

## Ecología
En el centro del río, en Zimbabue, se encuentra la zona de conservación del valle del Save, el área privada protegida más grande de África, con 3440 km² de extensión, en la orilla occidental del río. Antes de llegar a la frontera con Mozambique bordea por el norte el Parque nacional de Gonarezhou, y al entrar en Mozambique, el Parque transfronterizo de Gonarezhou. En el centro de Mozambique, bordea por el norte el Parque nacional de Zinave.
La desembocadura del río Save en el Océano Índico corresponde a la separación de los ecosistemas marinos tropicales, al norte, de los subtropicales al sur. Los ecosistemas terrestres muestran menos variación a lo largo de la llanura costera al norte y al sur del río, pero en el interior, donde comienzan las montañas Chimanimani, se desarrolla un bosque montano, que es completamente diferente a los bosques que se encuentran en el sur. 
El delta del río Save incluye bosques de manglares que se extienden aproximadamente 100 km  en la costa del océano Índico. Los habitantes de la cuenca del delta utilizan los manglares para obtener madera y como lugar para la pesca a pequeña escala. La ecología de la cuenca baja del río Save se ha visto afectada por ciclones, inundaciones, erosión y aumento del nivel del mar . 

## Historia
El río Save regaba antaño las plantaciones de azúcar, pero ahora lo hace con el cultivo de cítricos, algodón, arroz y trigo. También es una fuente de pesca artesanal para la población local.   
Durante la época colonial, toda el área al sur del Save fue considerada una provincia de Mozambique; Actualmente, el Save separa las provincias de Gaza e Inhambane al sur, de las de Manica y Sofala al norte.
Políticamente, el “sur-del-Save” puede ser considerado el baluarte de Frelimo, mientras que la región inmediatamente al norte es, en general, más solidaria con laRenamo.
El Save separa los grupos étnicos que son hablantes nativos de Shangaan (o Xi-Tsonga), al sur, de aquellos que hablan idiomas del grupo Shona en el norte. 
Históricamente  sea una ruta de transporte  para oro y bienes de comercio entre la costa y el hinterland ocupó por la civilización de Zimbabue Grande en los siglos XIII y XIV.